# Virginie De Carne
Virginie De Carne (ur. 25 maja 1977 w Roeselare) – belgijska siatkarka, grająca na pozycji atakującej. Wielokrotna reprezentantka Belgii. Zakończyła karierę w 2011 roku, ale powróciła do gry w 2012. Jednak po sezonie 2012/2013 definitywnie zrezygnowała z kontynuowania kariery sportowej.

## Sukcesy klubowe
Puchar Belgii:
- 1996, 1998

Mistrzostwo Belgii:
- 1998
- 1997
- 1996

Puchar CEV:
- 2003
- 2002

Superpuchar Włoch:
- 2003

Mistrzostwo Włoch:
- 2003, 2004

Puchar Włoch:
- 2004

Liga Mistrzyń:
- 2005

Superpuchar Hiszpanii:
- 2005

Puchar Hiszpanii:
- 2006

Mistrzostwo Hiszpanii:
- 2006

Superpuchar Szwajcarii:
- 2006

Puchar Szwajcarii:
- 2007

Mistrzostwo Szwajcarii:
- 2007

Puchar Finlandii:
- 2010, 2011

Mistrzostwo Finlandii:
- 2010, 2011

## Nagrody indywidualnie
- 2002: Najlepsza zagrywająca włoskiej Serie A w sezonie 2001/2002
- 2003: Najlepsza zagrywająca włoskiej Serie A w sezonie 2002/2003
- 2005: Najlepsza zagrywająca turnieju finałowego Ligi Mistrzyń
- 2006: MVP Pucharu Hiszpanii
- 2007: Najlepsza punktująca turnieju finałowego Ligi Mistrzyń